# Fernand Vast
Fernand Vast (26 de maio de 1886 — 7 de junho de 1968) foi um ciclista francês que competiu no ciclismo nos Jogos Olímpicos de Verão de 1908, representando França. Lá, conquistou a medalha de ouro na prova de estrada individual e duas medalhas de bronze, nos 5 e nos 20 km.